# 1 Hanover Square
1 Hanover Square (también conocida como India House, Hanover Bank Building y New York Cotton Exchange Building) es un edificio comercial en el extremo suroeste de Hanover Square en el distrito financiero del Bajo Manhattan en la ciudad de Nueva York. Fue el sitio de la primera bolsa de futuros de algodón de los Estados Unidos, la Bolsa de Algodón de Nueva York. El New York Cotton Exchange se encuentra inscrito como un Hito Histórico Nacional en el Registro Nacional de Lugares Históricos desde el 7 de enero de 1972.  

## Ubicación
El New York Cotton Exchange se encuentra dentro del condado de Nueva York en las coordenadas 40°42′16″N 74°00′37″O / 40.704444, -74.010278.